# تپه چنجه
تپه چنجه ، تپه‌ای است مربوط به قرون متأخر اسلامی که در ضلع جنوبی شهر تاریخی تون واقع شده‌است.
این اثر در تاریخ ۱۳ بهمن ۱۳۸۸ با شمارهٔ ثبت ۲۹۳۲۶ به‌عنوان یکی از آثار ملی ایران به ثبت رسیده است.